# Kose no Maro

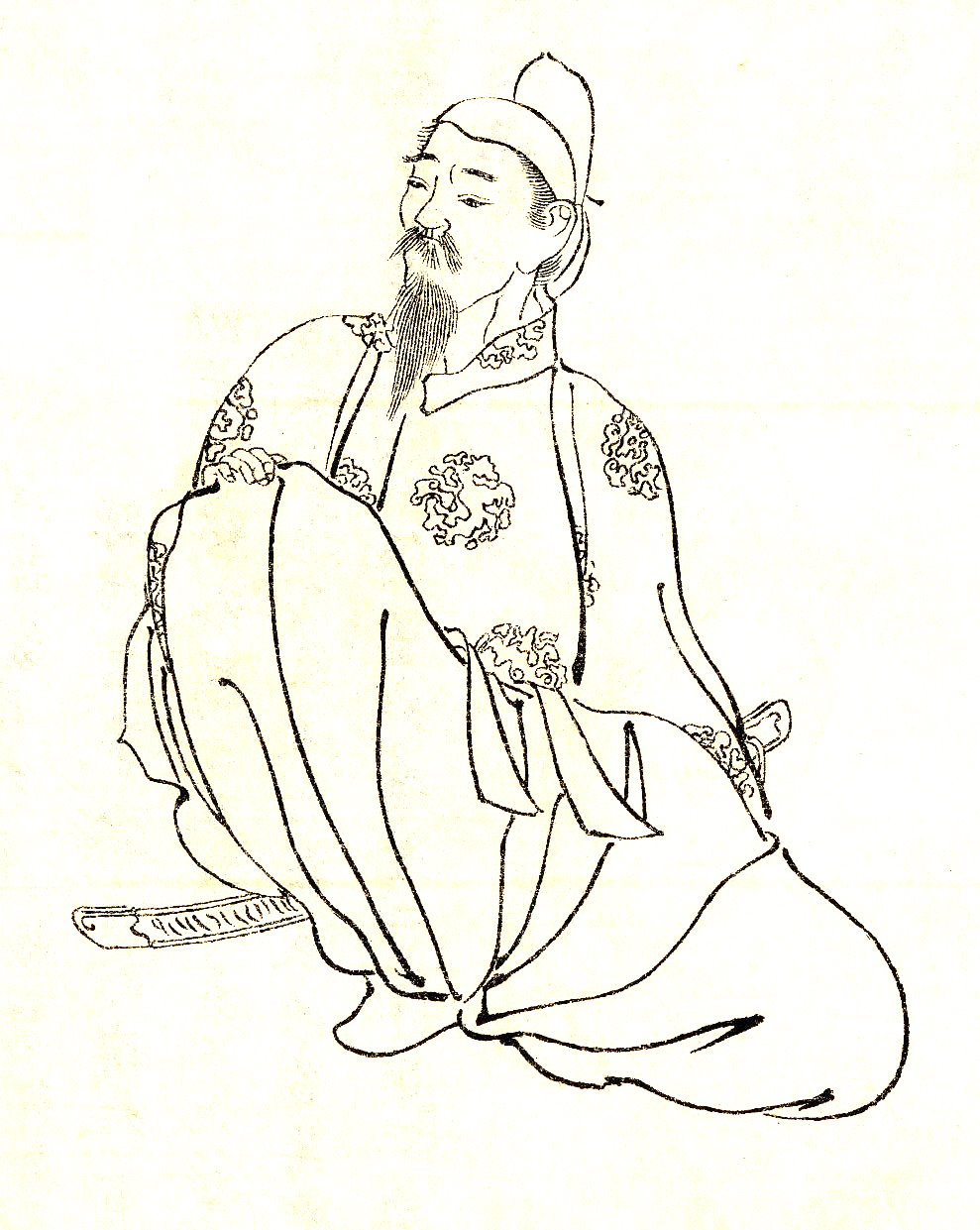
Zeitgenössische Darstellung Kose no Maros des Künstlers Kikuchi Yōsai, welche im Jahr 1903 veröffentlicht wurde.

Kose no Maro (japanisch 巨勢麻呂; * wohl im 7. Jahrhundert; † 7. Februar 717) war ein Adliger aus der Nara-Zeit. Darüber hinaus gilt er als erster Shōgun Japans. 

## Früheres Leben
Über sein früheres Leben ist wenig bekannt. Er wurde in Kose-go, Takaichi-gun in der historischen Provinz Yamato in der heutigen Präfektur Nara geboren. Sein Eigenname ist als Kose no Asomi überliefert. Als Mitglied der japanischen Adelsklasse bekleidete er das Amt des Jusanmi chunagon (Junior dritten Ranges), ein Rang, der in den Hofrängen verwendet wurde. Damit rangierte er de facto unterhalb von Shosanmi (dem dritten Rang), aber oberhalb von Shoshii (dem vierten Rang). Innerhalb des Ritsuryō, dem Rechtssystem in Japan, welches auf konfuzianistischen Ideale und chinesischem Legalismus beruht, gehört Kose demnach zum Kugyo (Hofadel).

## Karriere
Für ein tieferes Verständnis der folgenden Ränge empfiehlt es sich, sich mit dem Daijō-kan, dem höchsten Organ der vormodernen kaiserlichen Regierung Japans unter dem Ritsuryō-Rechtssystem während und nach der Nara-Periode, vertraut zu machen.
Kose wurde während der Herrschaft von Kaiser Mommu (am 22. April 705 nach dem alten Kalender) zum Jushiinoge (Junior vierten Ranges, niederer Rang) Minbukyo (Minister für Volksangelegenheiten) und während der Herrschaft von Kaiserin Genmei (am 13. März 708 nach dem alten Kalender) zum Sadaiben (Major Controller of the Left) ernannt. Damit besaß er die Aufsicht über die acht Ministerien der Regierung. Am 7. September 708 wurde er zum Shoshiinoge (Senior vierten Ranges, niederer Rang) und 709 zum Chinto Shogun (Generalissimus, der die „Barbaren“ unterwirft) ernannt. Damit galt er als erster Shōgun Japans.
Als eine der ersten seiner Amtshandlungen ging er in den nördlichen Teil Japans, um die Ezo (Nordländer) zu unterwerfen, die zu der Zeit als unzivilisierte Barbaren galten.
Im Jahr 710 wurde er zum Shoshiinojo (Senior vierten Ranges, höheren Ranges) befördert. Am 26. Februar 713 wurde er zum Jusanmi (Junior dritten Ranges) und am 1. Juli 715 zum Chunagon (mittlerer Berater) befördert.
Kose verstarb am 7. Februar 717.

## Familie
Koses Vater war Shiden Oharida, der als dritter Kyoshiki im Hauptstadtbüro des Asuka-Hofes tätig war. Sein Cousin war Kose no Nademaro (japanisch 巨勢奈弖麻呂; * 670; † 11. Mai 753), der Sangi (Ratsherr), Dainagon (Oberster Ratsherr) und Junii (Zweiter Rang) des Staates war. Sein Großvater war Omi Oharida.